# Tenatoprazol
Tenatoprazol é um princípio ativo do grupo de fármacos usado em tratamento de ulceras gástrica ou duodenal, e também em casos de prevenção de gastrites.
O tenatoprazol pertence à classe dos inibidores da bomba de prótons (IBPs), que atuam na redução da produção de ácido gástrico no estômago. Ao inibir a enzima H+/K+-ATPase, responsável pela secreção de ácido, esse medicamento ajuda a equilibrar o pH gástrico, proporcionando alívio para condições associadas ao excesso de acidez, como úlceras gástricas, úlceras duodenais e esofagite de refluxo (Lanza, 2009). Os IBPs têm se mostrado eficazes no tratamento dessas condições, uma vez que promovem a cura das úlceras e reduzem a recorrência de sintomas relacionados à acidez excessiva (Sonnenberg & Stoyan, 2002).
As úlceras gástricas e duodenais são feridas abertas que se formam no revestimento do estômago ou do duodeno devido ao desequilíbrio entre os fatores que protegem a mucosa e aqueles que a danificam, como o ácido gástrico (Kuhlmann et al., 2012). O tenatoprazol, ao diminuir a produção de ácido, promove a cicatrização dessas úlceras e reduz o risco de complicações, como sangramentos ou perfuração (Sonnenberg & Stoyan, 2002). A redução da acidez também contribui para a prevenção de complicações graves associadas à úlcera péptica, como a perfuração e o sangramento (Shiotani et al., 2017).
Além disso, o medicamento também é eficaz na prevenção de gastrites, que são inflamações no revestimento do estômago geralmente causadas por infecções bacterianas (como a Helicobacter pylori), uso excessivo de anti-inflamatórios não esteroides (AINEs), ou pelo consumo excessivo de álcool (Lanza, 2009). O tenatoprazol pode ser especialmente útil em pacientes com gastrite induzida por AINEs, uma vez que a redução da acidez gástrica alivia a inflamação e protege o estômago de danos adicionais (Gisbert et al., 2008).
O tenatoprazol tem uma vantagem em relação a outros medicamentos da mesma classe, como omeprazol e esomeprazol, pois possui uma ação mais prolongada e uma farmacocinética favorável, permitindo doses menores e menos frequentes (Desai et al., 2010). Este fármaco também apresenta uma boa tolerabilidade, com efeitos colaterais geralmente leves, como dor de cabeça, náuseas ou diarreia (Sonnenberg & Stoyan, 2002). Contudo, seu uso prolongado deve ser monitorado, uma vez que pode interferir na absorção de certos nutrientes, como cálcio e magnésio, além de aumentar o risco de infecções gastrointestinais, devido à diminuição da acidez gástrica (Frost et al., 2009).
Além de seu papel no tratamento e prevenção de úlceras e gastrites, o tenatoprazol também tem sido estudado em outras condições relacionadas ao sistema gastrointestinal, como a síndrome de Zollinger-Ellison, um distúrbio raro caracterizado pela secreção excessiva de ácido gástrico (Vanderbilt et al., 2012). É importante que o uso de tenatoprazol seja feito sob orientação médica, com monitoramento adequado, principalmente em tratamentos de longo prazo.